# Per Gustavsson (illustratör)
Per Håkan Gustavsson, född 16 april 1962, är en svensk illustratör och barnboksförfattare.
Gustavsson gick på Gustavus Primus målarskola 1980–1981 och Konstindustriskolan 1985–1989. Han har gjort en rad bilderböcker till andras och egna texter. Han har även bidragit med illustrationer till barnboksomslag, läromedel, tidningar och serier. Sedan 2012 sitter han på stol nr 1 i Svenska barnboksakademin. Han bor i Ekensberg i Stockholm.
För Skuggsidan (2013) mottog han 2014 Elsa Beskow-plaketten.

## Priser och utmärkelser
- 2010 – BMF-Barnboksplaketten för När prinsar blir förtrollade
- 2014 – Elsa Beskow-plaketten[1]
- 2016 – Årets värmlandsförfattare[2]
- 2020 – Frödingstipendiet[3]